# Igreja de Santo André (Lisboa)
A Igreja de Santo André de Lisboa (em inglês:  St. Andrew's Church) é a única congregação da Igreja da Escócia em Portugal. A comunidade procura fornecer cultos reformados em língua inglesa e assistência pastoral a uma comunidade multinacional.
A congregação anglófona foi fundada em Lisboa, pela Igreja Livre da Escócia, em 1866; o atual edifício da igreja na Rua Arriaga, no bairro histórico da Lapa de Lisboa foi construído em 1899. Os cultos da Igreja da Escócia são realizados em inglês, porém o seu templo também é utilizado por uma congregação metodista de língua portuguesa.
A maioria das congregações da Igreja Livre da Escócia uniram-se com a Igreja Presbiteriana Unida, em 1900, criando assim a Igreja Livre Unida da Escócia que, por si, uniram-se com a Igreja da Escócia, em 1929. A congregação foi parte do Presbitério da Espanha e Portugal, da Igreja da Escócia até ao ano de 1974, quando passou a fazer parte do Presbitério da Europa, que foi rebatizado com o nome de Presbitério Internacional, em 2016.[carece de fontes?]
Os cultos são realizados todos os domingos às onze da manhã. Desde o final de março de 2013 a igreja deixou de ter um ministro permanente; o seu antigo ministro foi o reverendo Graham McGeoch, que foi ordenado e nomeado para a congregação em dezembro de 2009, sendo transferido no início de 2013 para Edimburgo.